# S/2000 J 11
S/2000 J 11 er en af planeten Jupiters måner: Den blev opdaget 5. december 2000, af Scott S. Sheppard, David C. Jewitt, Yanga R. Fernández og Eugene A. Magnier. Månen hører til den såkaldte Himalia-gruppe, som i alt omfatter fem måner, alle med omløbsbaner omkring Jupiter der ligner Himalias omløbsbane.